# Li Yuehong
Li Yuehong (28 agosto 1989) è un tiratore a segno cinese, vincitore della medaglia d'oro nella pistola 25 metri automatica alle Olimpiadi di Parigi 2024.

## Palmarès
- Giochi olimpici

Rio de Janeiro 2016: bronzo nella pistola 25 metri automatica.
Tokyo 2020: bronzo nella pistola 25 metri automatica.
Parigi 2024: oro nella pistola 25 metri automatica.